# جريس تلي
الجُرَيس التلي (باللاتينية: Campanula collina) نوع نباتي ينتمي إلى جنس الجريس من الفصيلة الجريسية.

## الموئل والانتشار
موطنه القوقاز وشرق تركيا.